# Plantation House
Plantation House est la résidence du gouverneur de Sainte-Hélène située dans le district Saint Paul's au centre de l'île à 3,6 km au sud de la capitale Jamestown.

## Historique
La demeure est édifiée en 1791-1792 par la Compagnie britannique des Indes orientales en tant que résidence d'été du gouverneur britannique sur l'île.
En 1882, une tortue géante des Seychelles, dénommée Jonathan, est amenée à Sainte-Hélène et vit depuis sur le domaine de la résidence, devenant le plus vieil animal terrestre vivant connu après la mort de la tortue Adwaita en 2006.

## Architecture
Plantation House est composée de trente-cinq chambres (vingt-quatre chambres habitées et onze pièces de rangement) réparties sur deux étages.